# Erzsébet (opera)

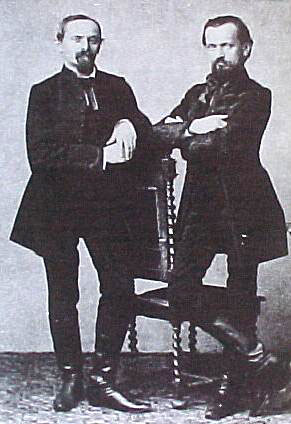
Franz och Karl Doppler

Erzsébet är en ungersk opera. Den hade urpremiär i Budapest den 6 maj 1857. 
Operan var ett beställningsverk inför den österrikiske kejsaren Franz Josefs och hans hustrus Elisabets första besök i Budapest. Operan komponerades i hast, då besöket inte blev känt förrän tre månader innan det ägde rum. För att operan skulle kunna bli klar på så kort tid fick inte mindre än tre kompositörer uppdraget att stå för tonsättningen, nämligen bröderna Franz Doppler och Karl Doppler samt Ferenc Erkel.
- Akt 1 komponerades av Franz Doppler
- Akt 2 komponerades av Ferenc Erkel, med viss assistans av Franz Doppler
- Akt 3 komponerades av Karl Doppler, med viss assistans av Franz Doppler

Det bestämdes att namnet på operan skulle vara Erzsébet (den ungerska varianten av kejsarinnans namn Elisabeth), samt att handlingen skulle hämtas ur den ungerska historien. 
Operan hyllades i sambans med premiären, men fick efter ett tag ett tämligen dåligt rykte. På senare år har framför allt andra akten, den som komponerats av Erkel, omvärderats, och vissa kännare höjer den till samma nivå som bitar ur Erkels mer kända operor. 